# Quora
Quora is een website waar men allerlei vragen kan stellen die aan kennis, feiten en/of deelbare ervaringen zijn gerelateerd.

## Inleiding
Het bedrijf Quora is in 2009 opgericht door twee voormalige werknemers van Facebook: Adam D'Angelo en Charlie Cheever. De website werd openbaar in juni 2010. Quora is gevestigd in Mountain View, Californië. Een plaats in de Amerikaanse Silicon Valley waar verscheidene actieve (online) bedrijven zich bevinden.

## Eigenschappen
De website heeft het karakter van een "gemeenschaps-website": de vragenstellers en beantwoorders worden gestimuleerd om zich in te schrijven ("registreren"), een profiel aan te maken en regelmatig deel te nemen aan het vragen en/of beantwoorden. Een extra community-element is dat antwoorden en antwoorders door ingeschreven deelnemers kunnen worden beoordeeld, waardoor sommige antwoorden makkelijker en vaker  zichtbaar zijn. Tevens zijn er zogenoemde Spaces met een admin, moderator(en), bijdragers en volgers die persoonlijk kunnen zijn of een specifiek onderwerp behandelen.

## Talen
De hoofdtaal is Engels, maar de webpagina's zijn beschikbaar in 23 andere talen, waaronder Nederlands, Duits, Frans, Italiaans, Portugees, Spaans en Deens. Daarnaast is het mogelijk vragen te stellen of te beantwoorden in andere talen, maar de kans op respons wordt daardoor vaak verminderd. De Nederlandse versie is half januari 2019 van start gegaan.